# Hen 2-10
Hen 2-10, المعروفة أيضا باسم He 2-10 وHenize 2-10 هي مجرة انفجار نجمي قزمة تقع على بعد 34 مليون سنة ضوئية في كوكبة بيت الإبرة. يعتقد أن المجرة مجرة انفجار نجمي في مرحلة مبكرة وفي حالة انتقال بين مجرة، حديثة صغيرة ومجرة حلزونية كبيرة مثل درب التبانة في وقت لاحق تم اكتشاف ثقب أسود بالقرب من مركز المجرة، مما يشير إلى أن الثقوب السوداء الموجودة في وسط معظم المجرات الكبيرة قد تشكلت قبل المجرات نفسها.
وقد وضعت التقديرات الأخيرة كتلة هذا الثقب الأسود حول 3×106 M☉ وكتلة المجرة القزمة بأكملها حوالي 1×1010 M☉.
Hen 2-10 مجرة انفجار نجمي تضم على الأقل اثنين من مناطق تشكيل النجوم بالقرب من مركز المجرة.

## تاريخ
Henize 2-10 تستمد اسمها من فهرس سدم كوكبية جمعها عالم الفلك كارل جوردون هنيز. وأشار هنيز إلى أنة تم تحديد الجرم في بحث غير منشور من قبل رودولف مينكوفسكي . ومن المحتمل أن المجرة تم تعريفها كسديم كوكبي بالخطاء بسبب خطوط الانبعاث القوية للمجرة، وهي سمة مشتركة بين السدم الكوكبية.
تم التعرف على Hen 2-10 كمجرة عندما دلت عمليات الرصد فالسبعينيات إلى أن مركز الجرم كان مصدرا قوي لموجات الراديو التي تبين أن Hen 2-10 كانت مجرة قزمة بدلا من سديم كوكبي. وجاءت الأدلة الداعمة لإعادة التصنيف في شكل انبعاثات فائضة من الأشعة تحت الحمراء والكثافة الأعلى من المعتاد للهيدروجين المحايد.